# Toyota Tundra
Le Tundra est un pick-up du constructeur automobile japonais Toyota. La première génération est présentée en 1999, et la troisième en 2021.

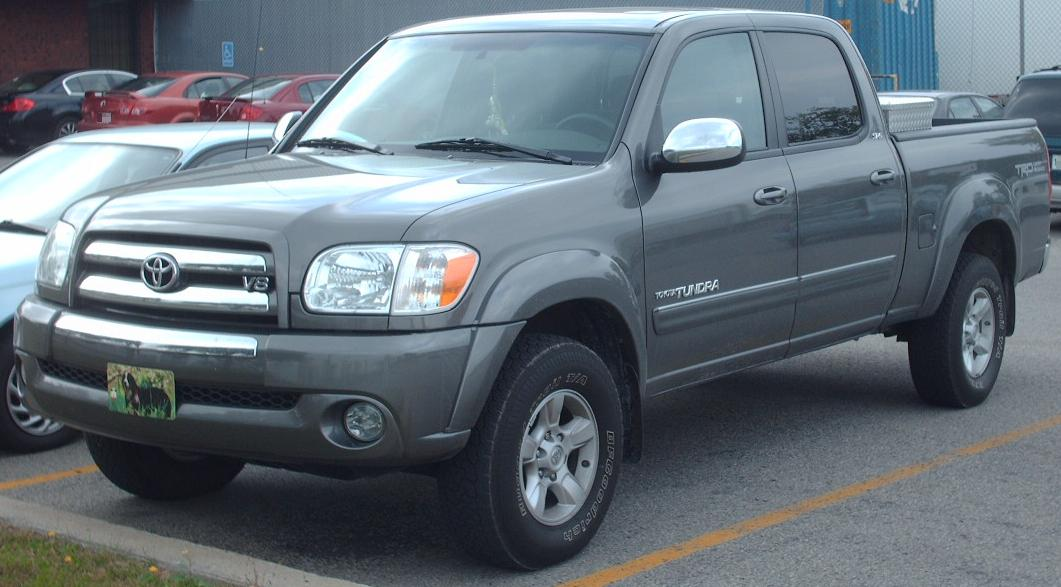
Première génération Toyota Tundra
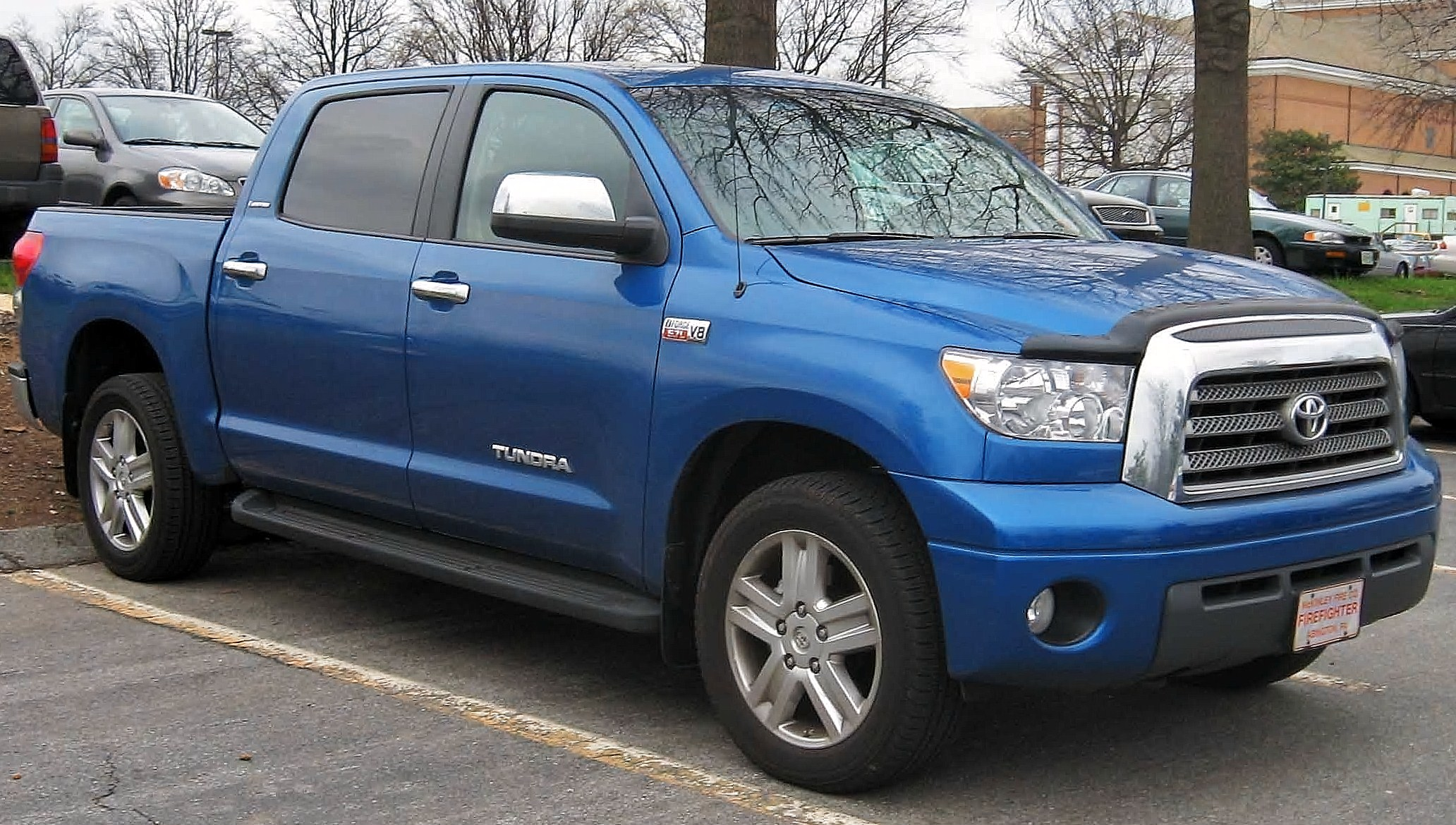
Deuxième génération Toyota Tundra

## 2egénération (2007-2021)
Cette deuxième génération est motorisée au choix avec le V8 i-Force de 4,7 L développant jusqu'à environ 276 ch ou avec le V8 i-Force de 5,7 L développant 381 ch.
Chaque motorisation a sa propre transmission. Le 4.7 reçoit une boîte automatique à 5 rapports et le 5.7 dispose d'une automatique à 6 rapports.
La charge maximale de chargement peut atteindre 1 900 lb (ou 860 kg).
Aux États-Unis, son prix varie entre 23 855 $ et 53 395 $ en fonction du modèle choisi.
102000 exemplaires en ont été vendus aux États-Unis en 2012.

## 3egénération (2021-)
La troisième génération de Toyota Tundra est présentée en septembre 2021.
Cette génération abandonne le V8 pour uniquement des V6, dont une version hybride « i-Force Max » associe le V6 à un moteur électrique de 48 ch, alimenté par une batterie Ni-MH de 1,8 kWh, pour une puissance cumulée de 437 ch.